# 台灣馬拉松史
1980年代以前，在中華民國（臺灣）如欲參與马拉松賽，必須取得各縣市代表隊選手資格，或全馬完賽時間在3小時30分鐘（sub330）以內。1979年，金山馬拉松為一般大眾報名參賽的濫觴，該賽事即為新北市萬金石馬拉松的前身。
雖然全民路跑開始蔚為風潮，卻也開始產生亂象。例如年年調漲的報名費、賽事品管不佳等。

## 世界田徑標籤認證
目前獲得世界田径路跑賽標籤認證（World Athletics Label Road Races）的賽事，其舉辦地點皆位於北臺灣，分別為：
- 臺北馬拉松
  - 1986年以「臺北國際馬拉松賽」名稱創辦，至1990年因臺北捷運工程與賽事路線相互衝突而停辦
  - 2001年復辦，2015年正名「臺北馬拉松」
  - 2019年取得銅標籤（Bronze Label）認證
  - 2024年取得金標籤（Gold Label）認證[2]

- 新北市萬金石馬拉松
  - 1979年以「金山馬拉松」名稱創辦，至1983年因交通管制不易等因素停辦近廿年[3]
  - 2003年以「北縣金石國際馬拉松」名稱復辦，2009年易名「石萬金國際馬拉松」，2010年更改為現名「新北市萬金石馬拉松」
  - 2014年取得銅標籤認證；2022年升格金標籤（Gold Label）認證[4][5]

### 潛在申請賽事
- 臺南古都國際半程馬拉松
  - 2007年創辦
  - 中華民國田徑協會表態將提出申請，期盼2024年賽事取得標籤認證[6]

- 高雄富邦馬拉松
  - 2010年以「高雄國際馬拉松」名稱創辦，目前由富邦人壽冠名贊助
  - 曾有意爭取銅標籤認證，因2019冠狀病毒病疫情延宕，目前申請進度未明

- 雙北城市馬拉松
  - 2023年創辦
  - 主辦單位計畫五年內取得金標籤認證

## 臺灣特色馬拉松賽
2019年，中華民國教育部體育署發布「形塑臺灣品牌國際賽事計畫」，選擇19場賽事，希望藉由產官學的協力行銷臺灣地方特色並提升運動產業的經濟產值。當中有四場馬拉松賽獲選，分別為：
- 臺北馬拉松
- 新北市萬金石馬拉松

- 台灣米倉田中馬拉松
  - 2012年創辦
  - 因補給豐富、加油人潮熱絡，有「臺灣最富人情味的賽事」以及「臺版東京馬拉松」的美譽

- 高雄富邦馬拉松

## 其他知名賽事
- 臺北國道馬拉松
- 渣打臺北公益馬拉松
- 新屋魚米之鄉馬拉松
- 長榮航空城市觀光馬拉松
- 國家地理路跑 （页面存档备份，存于）
- 太魯閣峽谷馬拉松
- 台新女子路跑
- 日月潭環湖馬拉松
- 戀戀二水跑水馬拉松
- 金門馬拉松

## 長明賞

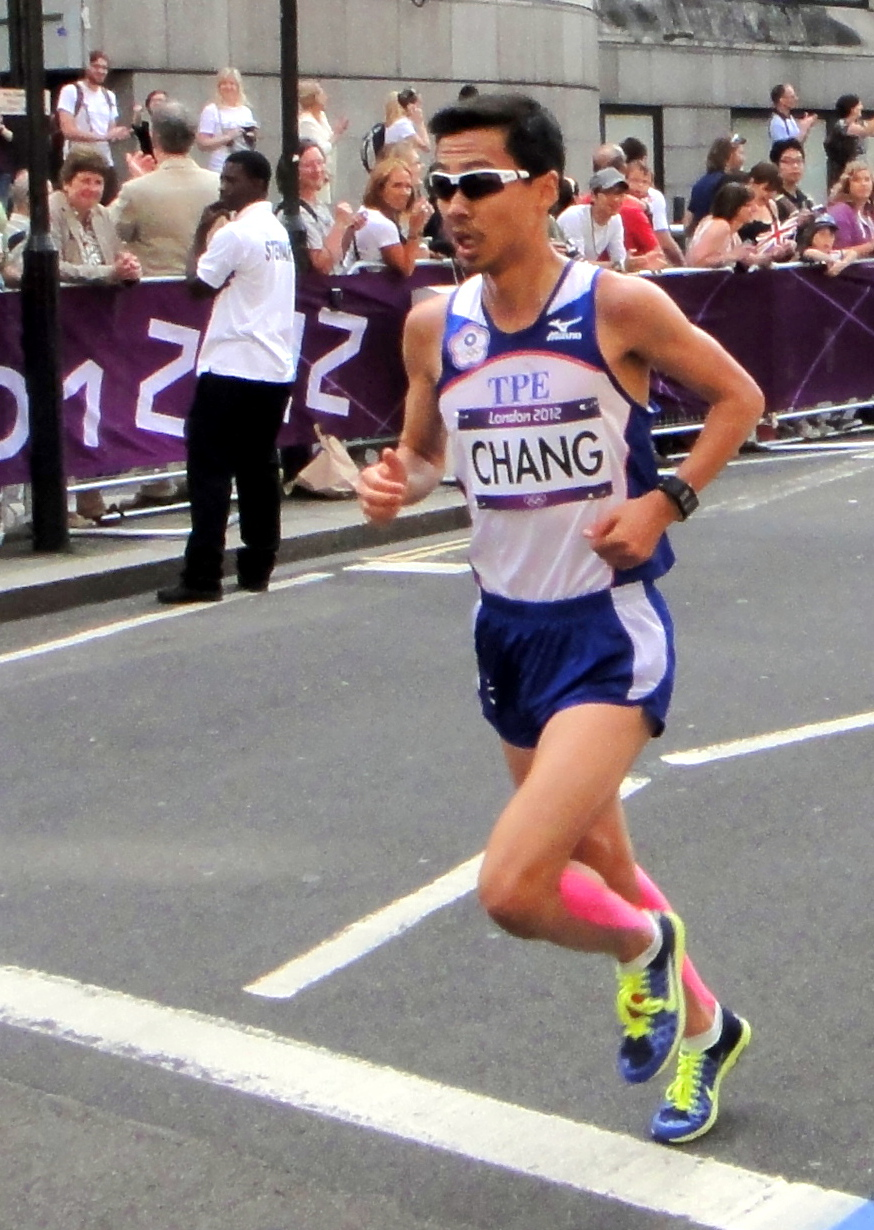
張嘉哲，長明賞發起人之一暨首屆男子獲獎選手

陳長明，是中華臺北首位參與奥林匹克运动会以及世界田径锦标赛馬拉松項目的選手，亦是臺灣首位全馬完賽時間在2小時20分鐘以內的运动员，獎項遂以他命名。長明賞設立目的在獎勵中长跑成績有重大突破的選手，由2012倫敦奧運國手張嘉哲、台灣電通安納特總經理王冠翔等人組織發起。
除了獎項，另有舉辦6小時超級馬拉松盃賽，由台北長跑扶輪社主理。

### 獲獎人
| 年份 | 男子獲獎選手 | 女子獲獎選手 | 來源          |
| ---- | ------------ | ------------ | ------------- |
| 2022 | 張嘉哲       | 曹純玉       | [ 10 ] [ 11 ] |
| 2023 | 周賢峰       | 曹純玉       |               |

## 相關主題展覽
目前雙北舉辦的馬拉松比賽，在比賽前均有對應的暖身靜態展覽，且均由展覽公會正式會員，滿力國際旗下的展盟展覽承辦：
- 馬拉松運動博覽會（2016年起舉辦，對應台北馬拉松）
- 新北路跑運動博覽會（2024年起舉辦，對應新北市萬金石馬拉松）